# Казанув (Нижньосілезьке воєводство)
Казанув (пол. Kazanów) — село в Польщі, у гміні Стшелін Стшелінського повіту Нижньосілезького воєводства.
Населення — 195 осіб (2011).
У 1975-1998 роках село належало до Вроцлавського воєводства.

## Демографія
Демографічна структура станом на 31 березня 2011 року:
|          | Загалом | Допрацездатний вік | Працездатний вік | Постпрацездатний вік |
| -------- | ------- | ------------------ | ---------------- | -------------------- |
| Чоловіки | 98      | 27                 | 57               | 14                   |
| Жінки    | 97      | 22                 | 49               | 26                   |
| Разом    | 195     | 49                 | 106              | 40                   |